# Eudore (Océanide)
Pour les articles homonymes, voir Eudore.
Eudore (en grec ancien Εὐδώρη / Eudôrê) est, dans la mythologie grecque archaïque, une Océanide, fille d'Océan et de Téthys citée par Hésiode dans sa liste d'Océanides.
Elle est parfois, comme d'autres de ses sœurs, considéré comme une hyade, une nymphe des pluies et nourrice de Zeus à Dodone, alors confondue avec la hyade du même nom.

## Famille
Ses parents sont les titans Océan et Téthys. Elle est l'une de leur multiples filles, les Océanides, généralement au nombre de trois mille, et a pour frères les Dieux-fleuve, eux aussi au nombre de trois mille. Ouranos (le Flot) et Gaïa (la Terre) sont ses grands-parents tant paternels que maternels.